# Erik van Rossum
Erik van Rossum (ur. 27 marca 1963) – holenderski piłkarz występujący na pozycji obrońcy.

## Kariera klubowa
Od 1983 do 1995 roku występował w klubach: NEC Nijmegen, FC Twente, Willem II Tilburg, Germinal Ekeren, Plymouth Argyle, Verdy Kawasaki i Albireo Niigata.